# Důvěrnosti v základní škole
Důvěrnosti v základní škole (v anglickém originále Grade School Confidential) jsou 19. díl 8. řady (celkem 172.) amerického animovaného seriálu Simpsonovi. Scénář napsala Rachel Pulidová a díl režíroval Susie Dietterová. V USA měl premiéru dne 6. dubna 1997 na stanici Fox Broadcasting Company a v Česku byl poprvé vysílán 30. března 1999 na stanici ČT1.

## Děj
Martin Prince pozve své spolužáky na narozeninovou oslavu, která však skončí špatně poté, co se většina oslavenců otráví zkaženými ústřicemi. Po oslavě Bart vidí ředitele Seymoura Skinnera a Ednu Krabappelovou, jak se líbají v Martinově dětském růžovém domečku. Bart má v plánu prozradit, co viděl, ale Edna a Seymour se bojí, že budou vyhozeni, pokud někdo odhalí jejich románek. Přísahají mu mlčenlivost výměnou za to, že záznamy jeho školních prohřešků připadnou Milhousovi.
Edna a Seymour využívají Barta jako svého pomocníka, aby si mohli vyměňovat romantické zprávy. Bart je ponížen před spolužáky poté, co ho Seymour donutí říct nahlas „Miluji Vás, Edno Krabappelová.“, jako by to byl jeho vlastní vzkaz. Bart už toho má dost, shromáždí celou školu před školníkovou skříní a otevře dveře, aby odhalil, že se Seymour a Edna líbají. 
Zpráva se rychle rozšíří po celém Springfieldu a historka, kterou si studenti vyprávějí, je stále přehnanější. Poté, co náčelník Wiggum vyslechne verzi svého syna Ralpha, která zahrnuje „dělání dětí“, nahlásí to inspektoru Chalmersovi. Chalmers dá Seymourovi ultimátum: buď ukončí svůj vztah s Ednou, nebo budou oba propuštěni. Seymour se rozhodne, že láska má přednost před jeho profesními cíli, a tak je Chalmers vyhodí a požaduje, aby do konce dne opustili budovu. 
Bart se cítí provinile, když se dozví, že Edna a Seymour přišli o práci. Poté, co se Seymour Bartovi omluví za to, že ho uvedl do rozpaků, Bart ho povzbudí, aby se postavil na vlastní nohy. S Bartovou pomocí se Seymour a Edna zabarikádují ve škole, kontaktují média a vznesou své požadavky: chtějí zpět svá místa, a aby se obyvatelé města přestali plést do jejich vztahu. Když několik rodičů protestuje, že je jejich děti viděly při pohlavním styku ve školníkově šatně, Seymour trvá na tom, že to není pravda, protože je 44letý panic. Nikdo nemá slov, ale všichni myslí si, že to musí být pravda, protože je pro každého trapné to přiznat. Když si uvědomí, že to přehnali, obyvatelé v klidu odejdou. 
Chalmers souhlasí s tím, že Seymoura a Ednu znovu přijme do školy, ale požádá je, aby během školních hodin „omezili oplzlosti na minimum“. Poděkují Bartovi za pomoc, ale řeknou mu, že se rozcházejí, protože se obávají, že celé město bude jejich vztah veřejně odsuzovat. Když zklamaný Bart odejde, pozorují, že děti na základní škole uvěří všemu, co se jim řekne, a pak vstoupí do školníkovy šatny, aby se znovu pokusili o další sex. 

## Produkce
Myšlenka, že se Skinner a Krabappelová stanou párem, se objevila už v dobách, kdy seriál vedli Mike Reiss a Al Jean. Scenáristka epizody Rachel Pulidová se pro tuto epizodu částečně inspirovala dílem Bart milencem, konkrétně větou paní Krabappelové, která Bartovi řekla, že odmítá chodit s ředitelem Skinnerem, protože „ho maminka nepustí ven, aby si hrál“. Matematik je založen na Billu Gatesovi. Dorty v knize dortů Agnes Skinnerové byly navrženy tak, aby se přesně podobaly jejich skutečným verzím. Homera, který používá svůj megafon, aby promluvil k Marge a Líze, které stojí vedle něj, namluvil Dan Castellaneta. Ve vymazané scéně se objevil trapný okamžik na Martinově oslavě mezi Bartem, Milhousem a Martinem, když ten představuje oba své rodiče.

## Kulturní odkazy
Paní Krabappelová má svíčku, která připomíná Charlieho Browna, postavičku z Peanuts. V kině Aztec se hrál film s Tomem Berengerem. Z komentáře inspektora Chalmerse „Myslíte, že to opravdu natáčeli v Atlantě?“ vyplývá, že se jedná o film The Big Chill. Springfieldská policie se ve snaze vyhnat Ednu a Seymoura ze školy pokouší zaplavit okolí hudbou. Je to podobná taktika, jakou použili američtí vojáci během operace „Just Cause“, když se snažili vyhnat Manuela Noriegu z vatikánského velvyslanectví v Panamě, v tomto případě však hrála hudba s romantickou tematikou, kterou byla skladba „Embraceable You“ od George a Iry Gershwinových. Taneční pózy Edny a Seymoura byly převzaty od Orlanda Baezy, který byl asistentem režie této epizody.

## Kritika
V původním vysílání skončil díl v týdnu od 31. března do 6. dubna 1997 na 57. místě ve sledovanosti s ratingem 7,7, což odpovídá přibližně 7,5 milionu domácností. Byl to pátý nejlépe hodnocený pořad na stanici Fox v tomto týdnu, po seriálech Akta X, Party of Five, Beverly Hills 90210 a Melrose Place.
Autoři knihy I Can't Believe It's a Bigger and Better Updated Unofficial Simpsons Guide, Warren Martyn a Adrian Wood, ji označili za „rozkošnou epizodu, která konečně uvádí na pravou míru jeden z nejdelších seriálových gagů: Edna a Seymour se vzájemně přitahují. Dvojnásob osvěžující je, že to tak zůstává i v dalších epizodách.“ Scéna, v níž Agnes Skinnerová ukazuje Bartovi svou knihu dortů, je jednou z nejoblíbenějších scén Matta Groeninga.